# Fadil Berisha
 (juillet 2011).
Si vous disposez d'ouvrages ou d'articles de référence ou si vous connaissez des sites web de qualité traitant du thème abordé ici, merci de compléter l'article en donnant les références utiles à sa vérifiabilité et en les liant à la section « Notes et références ».
Fadil Berisha est un photographe de mode américano-albanais, né en 1960 au Kosovo. Aujourd'hui il travaille et vit à New York.

## Biographie
Alors qu'il est encore enfant, Fadil quitte le Kosovo pour New York à l'âge de 9 ans. C'est dans cette ville qu'il découvre sa passion pour la photographie et la mode.
Après avoir fréquenté le Fashion Institute of Technology et étudié le stylisme pour Homme ainsi que la photographie, il fait la rencontre de la photographe Donna DeMari qui l'aide à développer ses talents.
En tant que photographe de mode, il travaille aujourd'hui pour divers magazines de mode (dont le magazine New You, Vogue ou Glamour), agences de mannequinat et de publicité, chaînes de télévisions (comme MTV, NBC ou CNN) ainsi que pour des célébrités telles que Halle Berry, Snoop Dogg, Jennifer Beals, Martha Stewart, Kris Jenner...
Fadil Berisha est également le photographe officiel de Miss Univers et Miss USA.